# Yehudah Dumetz Sevilla
Yehudah Abraham Dumetz Sevilla (19 de octubre de 1972,Santa Cruz de Lorica) también conocido bajo el seudónimo de Antonio Dumett Sevilla es un escritor, poeta y conferencista colombiano de origen judío sefardí.

## Biografía
Descendiente de judíos libaneses y marroquíes que emigraron a Colombia, nació en Santa Cruz de Lorica en 1972. Realizó estudios de licenciatura en Educación y Humanidades con énfasis en Español e Inglés en la Corporación Universitaria del Caribe. Posteriormente, estudió Teología en la Escuela de Teología del Seminario Mayor de la Anglican Catholic Church en Bogotá. Actualmente, se desempeña como director ejecutivo del Observatorio Cultural Manuel Zapata Olivella, entidad que otorga anualmente el Premio Nacional de Literatura Manuel Zapata Olivella.
Dumetz también ha participado en proyectos cinematográficos, actuando en cortometrajes como "Por qué me llevas al hospital en canoa" (2006), dirigido por Rafael Loaiza Sánchez y basado en un cuento de David Sánchez Juliao, y "Juancho el pajarero" (2012), también inspirado en una obra de Sánchez Juliao.